# Coupe de La Réunion de football 2020
Navigation
Édition précédente Édition suivante
La Coupe de La Réunion de football 2020 est la 53e édition de la compétition.

## Tour Préliminaires

### Groupe A
| Division | Club                  | Résultat       | Club              | Division | Lieu                              | Date, heure           |
| -------- | --------------------- | -------------- | ----------------- | -------- | --------------------------------- | --------------------- |
| (R2)     | US Bellemène Canot    | 2-1            | AES Convenance    | (R2)     | Stade Souprayenmestry, Saint-Paul | Samedi 31/10 - 20h00  |
| (R2)     | JS Gauloise           | 1-1 2-4 t.a.b. | OCSA Léopards     | (R2)     | Stade Paul-Moreau, Bras-Panon     | Samedi 31/10 - 20h00  |
| (R2)     | FC Rivière des Galets | 0-7            | Sainte-Rose FC    | (R2)     | Stade Lambrakis, Le Port          | Samedi 31/10 - 20h00  |
| (R2)     | FC Moufia             | 2-3            | AFC Halte là      | (R2)     | Stade Domenjod, Saint-Denis       | Samedi 31/10 - 20h00  |
| (R2)     | AS Sainte-Suzanne     | 0-1            | JS Sainte-Annoise | (R2)     | Stade Domenjod, Saint-Denis       | Dimanche 1/11 - 15h30 |

### Groupe B
| Division | Club              | Résultat  | Club                  | Division | Lieu                               | Date, heure           |
| -------- | ----------------- | --------- | --------------------- | -------- | ---------------------------------- | --------------------- |
| (R2)     | AJS Bois d'Olives | 0-4 (Fft) | ES Etang Salé         | (R2)     | Stade Joffre Labenne, Saint-Pierre | Samedi 31/10 - 20h00  |
| (R2)     | OC Avirons        | 0-1       | CO Saint-Pierre       | (R2)     | Stade Paulo Brabant (Les Avirons)  | Samedi 31/10 - 20h00  |
| (R2)     | Etoile du Sud     | 2-3       | AS Red Star           | (R2)     | Stade Michel Volnay, Saint-Pierre  | Samedi 31/10 - 20h00  |
| (R2)     | FC 17e Km         | 2-3       | AETFC Etang Saint-Leu | (R2)     | Stade du 23e KM, Le Tampon         | Samedi 31/10 - 20h30  |
| (R2)     | ASC Makes         | 2-1       | FC Ligne Paradis      | (R2)     | Stade Ludovic Viadère, Saint-Louis | Dimanche 1/10 - 15h30 |

## Quart de finale

### Groupe A
| Division | Club               | Résultat       | Club              | Division | Lieu                                 | Date, heure            |
| -------- | ------------------ | -------------- | ----------------- | -------- | ------------------------------------ | ---------------------- |
| (R2)     | AFC Halte là       | 1-1            | AS Possession     | (R2)     | Stade Youri-Gagarine (La Possession) | Mercredi 18/11 - 20h00 |
| (R2)     | FC Bagatelle       | 1-1 3-2 t.a.b. | JS Sainte-Annoise | (R2)     | Stade Jimmy Touneji, Sainte-Suzanne  | Mercredi 18/11 - 20h30 |
| (R2)     | US Bellemène Canot | 1-2            | Sainte-Rose FC    | (R2)     | Stade Souprayenmestry, Saint-Paul    | Mercredi 18/11 - 20h30 |
| (R2)     | FC Parfin          | 2-0            | OCSA Léopards     | (R2)     | Stade Baby-Larivière, Saint-André    | Mercredi 18/11 - 20h30 |

### Groupe B
| Division | Club                  | Résultat       | Club            | Division | Lieu                                        | Date, heure            |
| -------- | --------------------- | -------------- | --------------- | -------- | ------------------------------------------- | ---------------------- |
| (R2)     | AETFC Etang Saint-Leu | 1-0            | AJ Petite-Île   | (R2)     | Stade municipal Christol Marivan, Saint-Leu | Mercredi 18/11 - 20h30 |
| (R2)     | ASC Grands Bois       | 1-3            | ASC Makes       | (R2)     | Stade Maurice Gonneville, Saint-Pierre      | Mercredi 18/11 - 20h30 |
| (R2)     | AS Red Star           | 0-0 4-5 t.a.b. | CO Saint-Pierre | (R2)     | Stade du 23e Km, Le Tampon                  | Mercredi 18/11 - 20h30 |
| (R2)     | ES Etang Salé         | 0-1            | ASC Corbeil     | (R2)     | Stade du Centenaire, L'Étang-Salé           | Mercredi 18/11 - 20h30 |

## Demi finale

### Groupe A
Légende : (2) R2
Programmes des rencontres
| Mercredi 25 novembre 2020 | FC Bagatelle (2) | 2 - 1 | (2) AS Possession |                                                                              |                                                                              |
| 20h30                     |                  |       |                   | Stade Duparc, Sainte-Marie Spectateurs : Huis Clos Arbitrage : Wilson Louise | Stade Duparc, Sainte-Marie Spectateurs : Huis Clos Arbitrage : Wilson Louise |

| Mercredi 2 décembre 2020 | Sainte-Rose FC (2) | 2- 4 | (2) FC Parfin |                                                               |                                                               |
| 20h00                    |                    |      |               | Stade Jean-Allane, Saint-Benoît Arbitrage : Stéphane Fontaine | Stade Jean-Allane, Saint-Benoît Arbitrage : Stéphane Fontaine |

### Groupe B
Légende : (2) R2
Programmes des rencontres
| Mercredi 25 novembre 2020 | ASC Corbeil (2)   | 3 - 3 3 - 5 t. a. b. | (2) AEFTC Etang Saint-Leu |                                                               |                                                               |
| 20h30                     |                   |                      |                           | Stade Victorien Carian, L'Entre-Deux Arbitrage : Roland Bigot | Stade Victorien Carian, L'Entre-Deux Arbitrage : Roland Bigot |
| 20h30                     | Tirs au but 3 - 5 |                      |                           | Stade Victorien Carian, L'Entre-Deux Arbitrage : Roland Bigot | Stade Victorien Carian, L'Entre-Deux Arbitrage : Roland Bigot |

| Mercredi 25 novembre 2020 | ASC Makes (2)     | 2 - 2 3 - 4 t. a. b. | (2) CO Saint-Pierre |                                                            |                                                            |
| 20h30                     |                   | (0 - 1)              |                     | Stade Gaby-Folio Petite-Île Arbitrage : Jean-Michel Férard | Stade Gaby-Folio Petite-Île Arbitrage : Jean-Michel Férard |
| 20h30                     | Tirs au but 3 - 4 |                      |                     | Stade Gaby-Folio Petite-Île Arbitrage : Jean-Michel Férard | Stade Gaby-Folio Petite-Île Arbitrage : Jean-Michel Férard |

## Finale

### Groupe A
Légende : (2) R2
| Mercredi 9 décembre 2020 | FC Bagatelle (2) | 0- 1 | (2) FC Parfin |                                                                |                                                                |
| 20h30                    |                  |      |               | Stade Jean-Allane, Saint-Benoît Arbitrage : Jean-Michel Férard | Stade Jean-Allane, Saint-Benoît Arbitrage : Jean-Michel Férard |

### Groupe B
Légende : (2) R2
| Mercredi 9 décembre 2020 | CO Saint-Pierre (2) | 2 - 1 | (2) AETFC Etang Saint-Leu |                                                       |                                                       |
| 20h30                    |                     |       |                           | Stade Gaby-Folio Petite-Île Arbitrage : Wilson Louise | Stade Gaby-Folio Petite-Île Arbitrage : Wilson Louise |

## Sources
- (fr) Site de la LRF (Ligue Réunionnaise de Football)